# قسم بشاريات الغربي الريفي (مقاطعة آب يك)
قسم بشاریات الغربي الریفي (بالفارسية: دهستان بشاریات غربی) هي قسم تقع في إيران في Basharyat District. يقدر عدد سكانها بـ 10,556 نسمة .